# Masato Ishiwa
Masato Ishiwa (født 25. maj 1996) er en japansk tidligere professionel fodboldspiller.
Han har spillet for flere forskellige klubber i sin karriere, herunder Gainare Tottori.